# František Nechvátal
František Nechvátal (22. října 1905, Velký Újezd (u Olomouce) – 10. září 1983, Tanvald) byl český básník a překladatel, autor nejprve nábožensky meditativní a později i socialisticky orientované lyriky a básní, opěvujících smyslový život a rodnou zemi.

## Život
Narodil se v rodině sezónního dělníka. Roku 1924 maturoval na učitelském ústavu v Olomouci a pak vstoupil do Československé církve. Studium na Husově evangelické fakultě z finančních důvodů nedokončil a od roku 1926 učil náboženství na různých obecných a měšťanských školách. Za svého působeni v Prostějově v letech 1929–1935 se seznámil s Bedřichem Václavkem, který jej výrazně názorově ovlivnil a přivedl ho k levicovému smýšlení. Společně s ním patřil mezi zakladatele skupiny Blok, která usilovala o socialistický realismus. Během okupace spolupracoval s Bedřichem Václavkem v odboji. V letech 1936–1945 vyučoval náboženství v Praze. V Praze se definitivně rozešel s křesťanstvím a v roce 1945 vstoupil do KSČ.
V roce 1946 podepsal prokomunistické „Májové poselství kulturních pracovníků českému lidu!“ publikované před květnovými volbami do Ústavodárného Národního shromáždění. Tento předvolební manifest komunistů podepsalo celkem 843 kulturních pracovníků a komunisté volby vyhráli. Dále připojil svůj podpis pod výzvu prokomunistické inteligence Kupředu, zpátky ni krok!, jež byla publikována dne 25. února 1948 na podporu komunistického převratu. Od března 1948 byl členem Ústředního akčního výboru Národní fronty a členem akčního výboru za literární odbor v Umělecké besedě.
V letech 1945–1948 pracoval na Ministerstvu informací a osvěty jako referent odboru pro kulturní styky se zahraničím; v letech 1948–1953 působil jako kulturní přidělenec ve Varšavě a v letech 1959–1962 v Sofii. Mezitím byl v letech 1954–1958 redaktorem literárního měsíčníku Nový život. Pak byl až do svého odchodu do důchodu roku 1965 zaměstnán v Památníku národního písemnictví. Komunistickým režimem byl oceněn až v roce 1975 titulem zasloužilý umělec.

## Dílo
Jeho básnické dílo je značně rozsáhlé a námětově různorodé. Ve svém knižním debutu, sbírce básní s náboženskými motivy Vichřice (1932), vycházel z mysticizmu Otokara Březiny, ale již jeho druhá sbírka Slunovrat (1933) obsahuje touhu po sociální spravedlnosti, která ve sbírce Oheň a meč (1934) vyústila až v neurčité revoluční sny. Sbírka Vedro na paletě (1935) vychází formálně z poetismu Vítězslava Nezvala. Za druhé světové války našel inspiraci v rodné Moravě a v národní písni, využíval opět náboženské symboly a převládaly u něho pesimistické nálady.
Brzy po válce a v následných letech se jeho poezie dočasně obrátila k socialistickému optimismu. Báseň Říjen (1947) věnoval V. I. Leninovi a ve sbírce Slova lásky (1953) vyjádřil i lásku k vůdcům socialismu. V červnu 1955 na celostátní konferenci o poezii, jež se konala v Praze pod heslem „Za socialistickou poezii, za poezii velkých myšlenek a citů“ a konala se před II. sjezdem Svazu československých spisovatelů, ve svém příspěvku trval na právu umělce na bolest a zoufalství, které v poezii nemusí vyústit v radostné nalezením východika. Později se opět navrátil k motivům přírody, lidského osudu, milostného citu a k básním vyznávajícím lásku k ženě, k rodné zemi a k mateřskému jazyku. Sbírka Bílá holubice (1978) tak obsahuje barvité obrazy života. Ve sbírce sonetů Čas motýlů a hvězd (1982) rekapituluje svůj život a vyjadřuje vyrovnání se smrtí.
Jeho dílo doplňuje básnická tvorba pro děti, příspěvky do celé řady periodik a překlady z ruštiny, polštiny a zejména ze španělštiny.

## Bibliografie

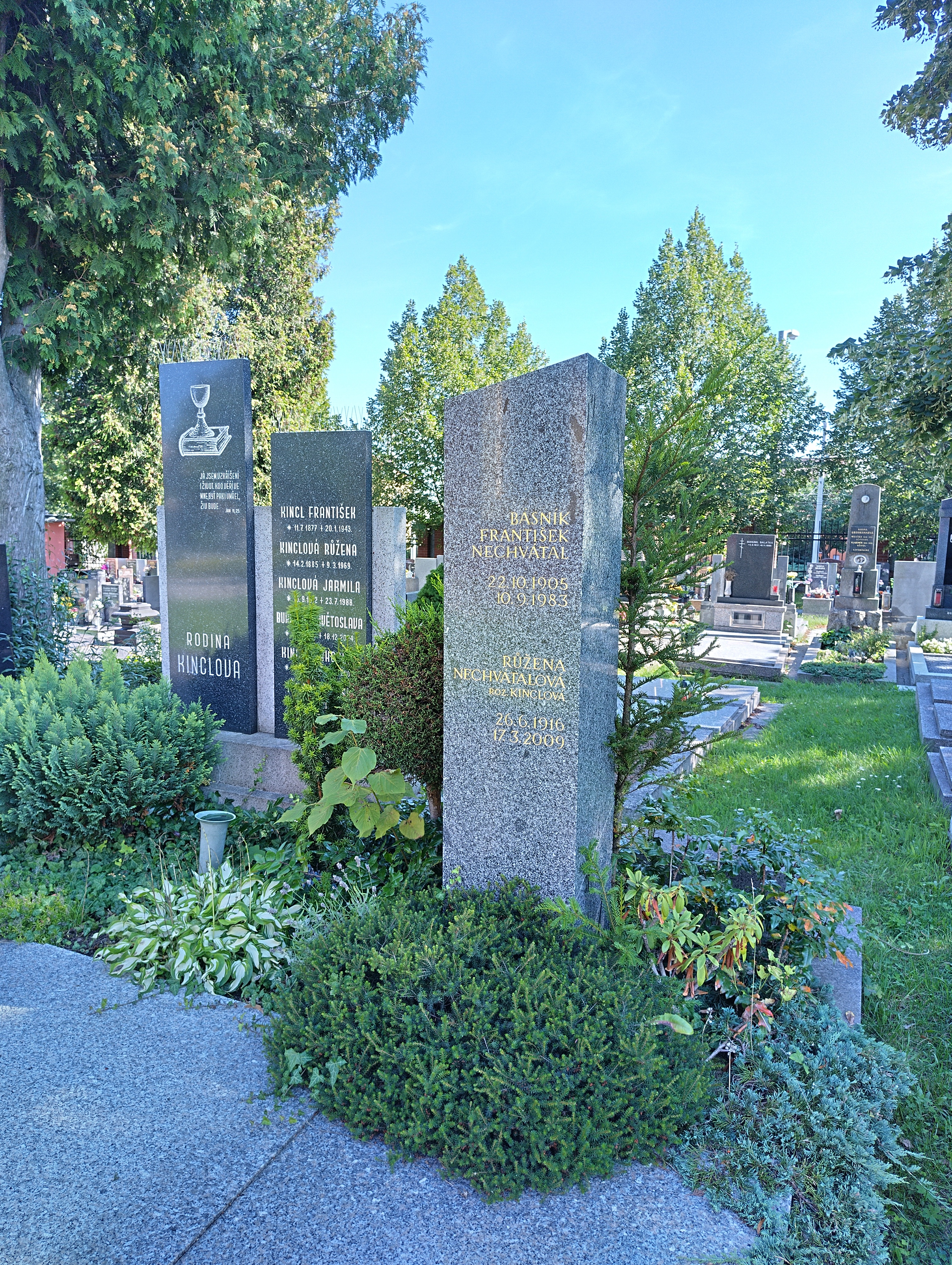
Hrob básníka Františka Nechvátala v Olomouci

### Básně
- Vichřice (1932).
- Slunovrat (1933).
- Oheň a meč (1934).
- Kapka rosy (1934), bibliofilie.
- Vedro na paletě (1935).
- Talisman (1936), bibliofilie.
- Železná mříž (1937).
- Magnetová hora (1937).
- Mateřské znamení (1939).
- Bezručův hlas (1940).
- Věneček rozmarýny (1943).
- Vzdechy trávy (1944).
- Nářky nad Josefem Horou (1945).
- Popel a dým (1946).
- Zajetí babylonské (1946).
- Černá studna (1946).
- Svatební lože (1946).
- Říjen (1947).
- Žlutá růže (1948).
- Honza Tulipán (1948), básně pro děti.
- Medová studánka (1948), básně pro děti, přepracováno roku 1960.
- Slova lásky (1953).
- Hojivá zřídla (1957).
- Zelená hudba léta (1958).
- Blažený pozemšťan (1960).
- Pod oblohou radovánek (1960), básně pro děti.
- Říkadla (1966), leporelo.
- Dary lásky (1967).
- Tichý oceán (1968).
- Rosa, rosa, rosička (1972), básně pro děti.
- Bílá holubice (1978).
- Mateřština (1978).
- Balzamína (1982).
- Čas motýlů a hvězd (1982).
- Všemi hlasy (1982), leporelo.
- Zlatý proutek (1983), básně pro děti, vydáno posmrtně.
- Nesmrtelný život (1984), vydáno posmrtně.
- Na vrcholu vln (1985), vydáno posmrtně.
- Nesmírné objetí (1985), vydáno posmrtně.

### Překlady
- 1937: Federico García Lorca: Balada na rynečku.
- 1937: Antonio Machado: Země Alvargonzálezova.
- 1938: Alexandr Sergejevič Puškin: Povídky veršem i prózou, spolupředkladatel.
- 1938: Španělské romance, hrdinská poesie občanské války, antologie, spolupředkladatel.
- 1946: Mauricio Magdaleno: Výheň.
- 1946: Pablo Neruda: Španělsko v srdci, společně s Jaroslavem Kuchválkem.
- 1946: Federico García Lorca: Cikánské romance.
- 1947: Slova v ohni, básníci bojujícího Španělska, antologie (přeložil i uspořádal).
- 1949: Federico García Lorca: Básník v Novém Yorku, společně s Jaroslavem Kuchválkem.
- 1961: Juan Ramón Jiménez: Stříbřák a já.
- 1977: Stanislaw Goszczurny: Přišel jsem vás zabít.